# Płóczka (dopływ Szrenickiego Potoku)
Płóczka (niem. Klein Seifenfloss) – potok w Sudetach Zachodnich, w zachodniej części Karkonoszy. Prawy dopływ Szrenickiego Potoku.

## Opis
Płóczka ma źródła na północnych zboczach Łabskiego Szczytu, poniżej Łabskiego Kotła. Płynie na północ. Po drodze przyjmuje lewy dopływ Czerniawkę. Uchodzi do Szrenickiego Potoku przed jego ujściem do Szklarki, na wysokości 618 m n.p.m., powyżej Szklarskiej Poręby.

## Dopływy
Poza wieloma drobnymi, bezimiennymi dopływami, Płóczka posiada jeden większy, prawy dopływ - Czerniawkę.

## Zlewnia
Płóczka wraz z dopływami odwadnia północne stoki Karkonoszy poniżej Łabskiego Szczytu.

## Budowa geologiczna
Płynie po granicie i jego zwietrzelinie.

## Roślinność
Cały obszar zlewni Płóczki porośnięty jest górnoreglowymi lasami świerkowymi.

## Zagospodarowanie turystyczne
W dolnym biegu Płóczkę przecina Droga pod Reglami.